# Takumi Kusumoto
Takumi Kusumoto (født 10. december 1995) er en japansk fodboldspiller, som spiller for den japanske fodboldklub Renofa Yamaguchi FC.